# 豊益町
豊益町（とよますちょう）は、徳島県阿南市の町名。2014年3月31日現在の人口はなし。。郵便番号は〒774-0002。

## 地理
阿南市の北東部に位置し、東は紀伊水道に面し、北は富岡港を挟んで辰巳町と向き合う。全地域が工業地域。当地に居住者は存在しない。
かつては神崎製紙富岡工場が存在した。現在は王子製紙富岡工場が地内にある。

### 河川
- 桑野川

### 小字
- 大手
- 古開
- よし田

## 歴史
江戸期から町村制の施行された明治22年にかけては那賀郡の村であった。
明治22年に同郡富岡村の大字となった。明治38年より富岡町の大字となる。昭和33年に阿南市が誕生し、現在の町名となる。

## 施設
- 王子製紙富岡工場
- 竜王神社

かつて存在した施設
- 神崎製紙富岡工場